# Birgitte Christine Kaas

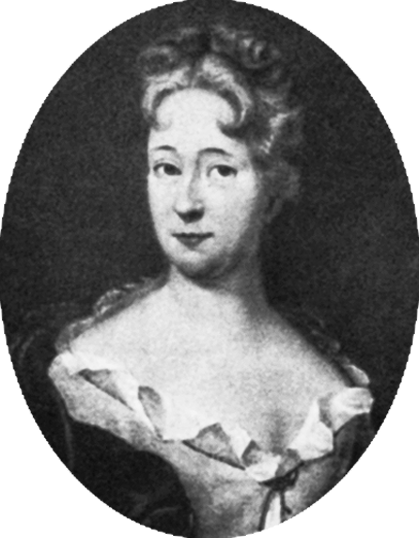
Birgitte Christine Kaas

Birgitte Christine Kaas verehelichte Huitfeldt (* 2. Oktober 1682 in Eligaard im Kirchspiel Onsøy, Østfold, Norwegen; † 14. August 1761 ebenda) war eine dänisch-norwegische Dichterin, Kirchenlieddichterin und Übersetzerin.

## Leben
Sie entstammte dem dänischen Uradelsgeschlecht der Mur-Kaas und war die Tochter des dänischen Gouverneurs von Christiania und Trondheim Hans Kaas (1640–1700) und der Sophie Amalie Bielke. Ihr Großvater war der dänische Oberst Jørgen Kaas (1618–1658). 1713 heiratete sie den norwegischen Oberstleutnant Henrik Jørgen Huitfeldt (1674–1751) als dessen zweite Ehefrau. Birgitte Christine und ihr Mann besaßen bedeutenden Grundbesitz, darunter die Gutshöfe Elingård, Kjølberg und Sande. 1716 stiftete das Ehepaar auf Nordre Kolberg ein Armenhaus. Birgitte Christine wurde bekannt für einige Kirchenlieder, die sie aus dem Deutschen ins Dänische übersetzte. Die meisten ihrer anonym veröffentlichten Werke, insbesondere die nichtreligiösen Gedichte, gingen verloren, als ihr Gutshof Elingård 1746 niederbrannte. Birgitte Christine und ihr Mann wurden in der Onsøy Kirke, deren Besitzer sie waren, in einer Grabkapelle beigesetzt und nach dem Abriss der mittelalterlichen Kirche auf den dortigen Friedhof umgebettet.

## Werke
- Nogle aandelige Psalmer. Overs. af det Tydske Sprog paa Dansk af den, Som inderlig begiærer at have udi sit Hierte Bestandig Christi Kierlighed, Kopenhagen, 1734[4]